# 林格氏液

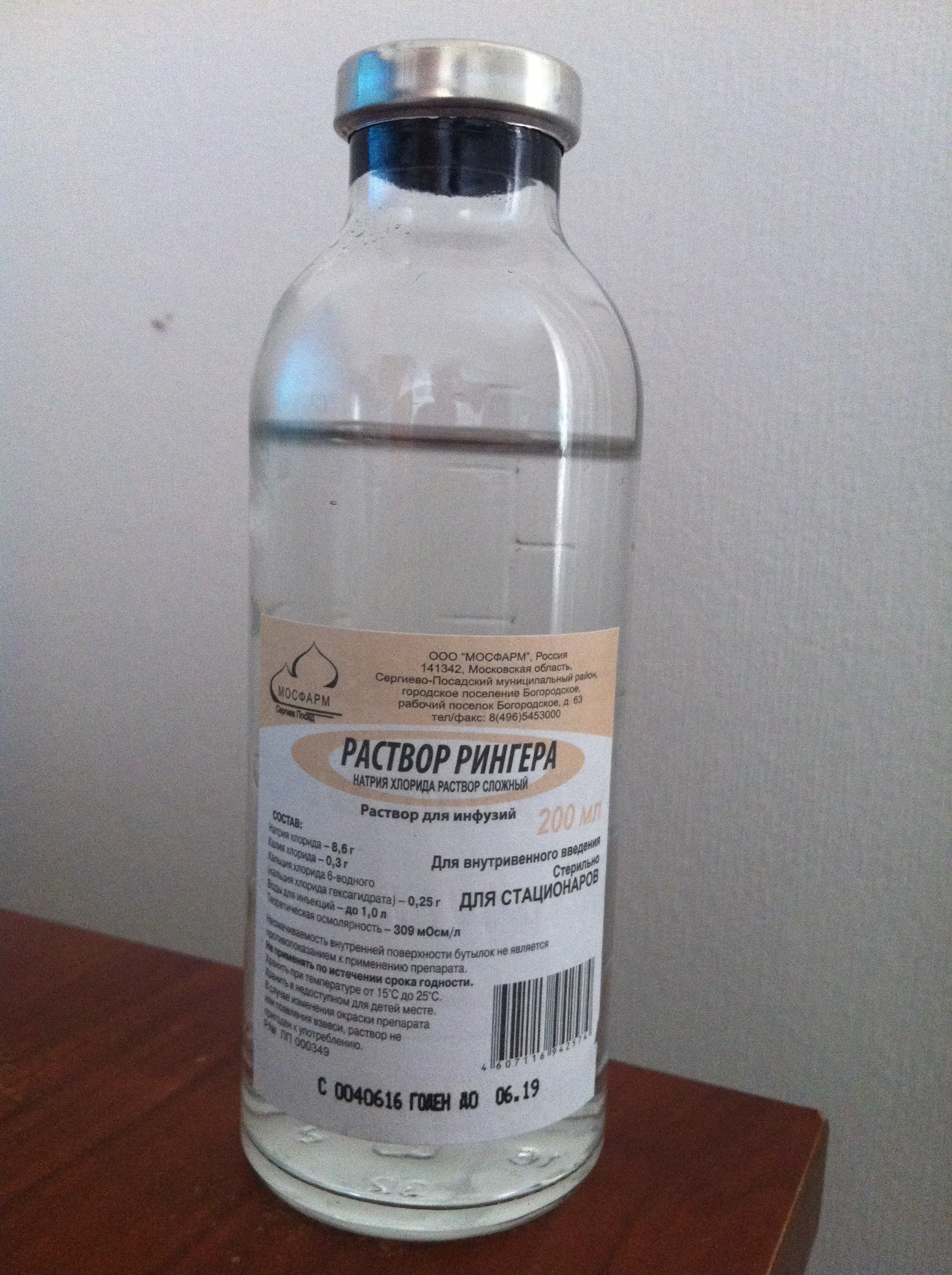
林格氏液

林格氏液（英語：Ringer's solution，也译为任氏液）是一种由几种无机盐组成的缓冲液，由西德尼·林格的姓氏命名，包括NaCl、KCl、CaCl2和NaHCO3，有时还包括MgCl2，溶于双蒸水形成，常用于细胞外（in vitro）研究。